# Општина Хиутепек (Морелос)
Хиутепек (шп. Jiutepec) општина је у Мексику у савезној држави Морелос. Општина се налази на надморској висини од 1355 м.

## Становништво
Према подацима из 2010. у општини је живело 196953 становника.

### Хронологија
| Година       | 2000                   | 2005                   | 2010                    |
| ------------ | ---------------------- | ---------------------- | ----------------------- |
| Становништво | 170589 (82073 / 88516) | 181317 (87190 / 94127) | 196953 (94766 / 102187) |

### Попис
| \| \| м \| \| \| ж \| \| 0—2 \| 5.030 \| \| \| 4.705 \| \| 3—5 \| 5.454 \| \| \| 5.121 \| \| 6—11 \| 11.108 \| \| \| 10.708 \| \| 12—14 \| 5.464 \| \| \| 5.449 \| \| 15—17 \| 5.783 \| \| \| 5.897 \| \| 18—24 \| 12.794 \| \| \| 13.231 \| \| 60+ \| 7.478 \| \| \| 8.890 \| \| Просек : \| 29,0 \| \| \| 30,5 \| |        |  |  |        |
| |        |  |  |        |
| | м      |  |  | ж      |
| 0—2 | 5.030  |  |  | 4.705  |
| 3—5 | 5.454  |  |  | 5.121  |
| 6—11 | 11.108 |  |  | 10.708 |
| 12—14 | 5.464  |  |  | 5.449  |
| 15—17 | 5.783  |  |  | 5.897  |
| 18—24 | 12.794 |  |  | 13.231 |
| 60+ | 7.478  |  |  | 8.890  |
| Просек : | 29,0   |  |  | 30,5   |

| #   | Индикатор                                                                                        | Вредност |
| --- | ------------------------------------------------------------------------------------------------ | -------- |
| 1   | Становништво од 0 до 2 године                                                                    | 9735     |
| 2   | Мушко становништво од 0 до 2 године                                                              | 5030     |
| 3   | Женско становништво од 0 до 2 године                                                             | 4705     |
| 4   | Становништво са 3 и више година                                                                  | 185572   |
| 5   | Мушко становништво са 3 и више година                                                            | 88904    |
| 6   | Женско становништво са 3 и више година                                                           | 96668    |
| 7   | Становништво са 5 и више година                                                                  | 178514   |
| 8   | Мушко становништво са 5 и више година                                                            | 85264    |
| 9   | Женско становништво са 5 и више година                                                           | 93250    |
| 10  | Становништво са 12 и више година                                                                 | 153181   |
| 11  | Мушко становништво са 12 и више година                                                           | 72342    |
| 12  | Женско становништво са 12 и више година                                                          | 80839    |
| 13  | Становништво са 15 и више година                                                                 | 142268   |
| 14  | Мушко становништво са 15 и више година                                                           | 66878    |
| 15  | Женско становништво са 15 и више година                                                          | 75390    |
| 16  | Становништво са 18 и више година                                                                 | 130588   |
| 17  | Мушко становништво са 18 и више година                                                           | 61095    |
| 18  | Женско становништво са 18 и више година                                                          | 69493    |
| 19  | Становништво од 3 до 5 година                                                                    | 10575    |
| 20  | Мушко становништво од 3 до 5 година                                                              | 5454     |
| 21  | Женско становништво од 3 до 5 година                                                             | 5121     |
| 22  | Становништво од 6 до 11 година                                                                   | 21816    |
| 23  | Мушко становништво од 6 до 11 година                                                             | 11108    |
| 24  | Женско становништво од 6 до 11 година                                                            | 10708    |
| 25  | Становништво од 8 до 14 година                                                                   | 25537    |
| 26  | Мушко становништво од 8 до 14 година                                                             | 12843    |
| 27  | Женско становништво од 8 до 14 година                                                            | 12694    |
| 28  | Становништво од 12 до 14 година                                                                  | 10913    |
| 29  | Мушко становништво од 12 до 14 година                                                            | 5464     |
| 30  | Женско становништво од 12 до 14 година                                                           | 5449     |
| 31  | Становништво од 15 до 17 година                                                                  | 11680    |
| 32  | Мушко становништво од 15 до 17 година                                                            | 5783     |
| 33  | Женско становништво од 15 до 17 година                                                           | 5897     |
| 34  | Становништво од 18 до 24 године                                                                  | 26025    |
| 35  | Мушко становништво од 18 до 24 године                                                            | 12794    |
| 36  | Женско становништво од 18 до 24 године                                                           | 13231    |
| 37  | Женско становништво од 15 до 49 година                                                           | 57244    |
| 38  | Становништво са 60 и више година                                                                 | 16368    |
| 39  | Мушко становништво са 60 и више година                                                           | 7478     |
| 40  | Женско становништво са 60 и више година                                                          | 8890     |
| 41  | Однос између мушкараца и жена                                                                    | 92.74    |
| 42  | Становништво од нуле до 14 година                                                                | 53039    |
| 43  | Становништво од 15 до 64 године                                                                  | 131543   |
| 44  | Становништво од 65 година и више                                                                 | 10725    |
| 45  | Просечан број деце                                                                               | 2.08     |
| 46  | Становништво рођено у ентитету                                                                   | 123896   |
| 47  | Мушко становништво рођено у ентитету                                                             | 60859    |
| 48  | Женско становништво рођено у ентитету                                                            | 63037    |
| 49  | Становништво рођено у другом ентитету                                                            | 69738    |
| 50  | Мушко становништво рођено у другом ентитету                                                      | 32233    |
| 51  | Женско становништво рођено у другом ентитету                                                     | 37505    |
| 52  | Становништво од 5 година и више резидентно у ентитету у јуну 2005. године                        | 167264   |
| 53  | Мушко становништво старосног доба од 5 година и више, резидентно у ентитету у јуну 2005. године  | 79571    |
| 54  | Женско становништво старосног доба од 5 и више година, резидентно у ентитету у јуну 2005. године | 87693    |
| 55  | Становништво од 5 година и више које је живело у другом ентитету у јуну 2005. године             | 8508     |
| 56  | Мушко становништво старије од 5 година које је живело у другом ентитету у јуну 2005. године      | 4040     |
| 57  | Женско становништво старије од 5 година које је живело у другом ентитету у јуну 2005. године     | 4468     |
| 58  | Становништво од 3 године и више које говори аутохтони језик                                      | 1992     |
| 59  | Мушко становништво старо 3 године и више које говори аутохтони језик                             | 975      |
| 60  | Женско становништво старо 3 године и више које говори аутохтони језик                            | 1017     |
| 61  | Становништво од 3 године и више које говори аутохтони језик и не говори шпански језик            | 25       |
| 62  | Мушко становништво старо 3 године и више које говори аутохтони језик и не говори шпански         | 8        |
| 63  | Женско становништво старо 3 године и више које говори аутохтони језик и не говори шпански језик  | 17       |
| 64  | Становништво старо 3 године и више које говори аутохтони језик и шпански                         | 1622     |
| 65  | Мушко становништво старо 3 године и више које говори аутохтони језик и шпански                   | 790      |
| 66  | Женско становништво старо 3 године и више које говори аутохтони језик и шпански                  | 832      |
| 67  | Становништво од 5 година и више које говори аутохтони језик                                      | 1961     |
| 68  | Становништво од 5 година и више које говори аутохтони језик и не говори шпански језик            | 24       |
| 69  | Становништво од 5 година и више које говори аутохтони језик и говори шпански језик               | 1601     |
| 70  | Становништво у домородачким домаћинствима                                                        | 4126     |
| 71  | Становништво са ограничењима у активностима                                                      | 6364     |
| 72  | Становништво са ограниченим ходањем или кретањем, горе или доле                                  | 3504     |
| 73  | Становници са ограничењима вида, чак и уз кориштење сочива                                       | 1602     |
| 74  | Становништво са ограничењима говора, комуникације или конверзације                               | 655      |
| 75  | Становништво са ограниченим слухом                                                               | 895      |
| 76  | Становништво са ограничењима при одевању, купању или јелу                                        | 363      |
| 77  | Становништво са ограничењима у опажању или учењу једноставних ствари                             | 313      |
| 78  | Становништво са менталним ограничењима                                                           | 654      |
| 79  | Становништво без ограничења активности                                                           | 188131   |
| 80  | Становништво од 3 до 5 година које не похађа школу                                               | 4533     |
| 81  | Мушко становништво од 3 до 5 година које не похађа школу                                         | 2357     |
| 82  | Женско становништво од 3 до 5 година које не похађа школу                                        | 2176     |
| 83  | Становништво од 6 до 11 година које не похађа школу                                              | 534      |
| 84  | Мушко становништво од 6 до 11 година које не похађа школу                                        | 265      |
| 85  | Женско становништво од 6 до 11 година које не похађа школу                                       | 269      |
| 86  | Становништво од 12 до 14 година које не похађа школу                                             | 680      |
| 87  | Мушко становништво од 12 до 14 година које не похађа школу                                       | 376      |
| 88  | Женско становништво од 12 до 14 година које не похађа школу                                      | 304      |
| 89  | Становништво од 15 до 17 година похађа школу                                                     | 8369     |
| 90  | Мушко становништво од 15 до 17 година похађа школу                                               | 4053     |
| 91  | Женско становништво између 15 и 17 година живота у школи                                         | 4316     |
| 92  | Становништво од 18 до 24 године похађа школу                                                     | 8071     |
| 93  | Мушко становништво од 18 до 24 године похађа школу                                               | 4045     |
| 94  | Женско становништво од 18 до 24 године похађа школу                                              | 4026     |
| 95  | Становништво од 8 до 14 година које не може да чита и пише                                       | 473      |
| 96  | Мушко становништво старосног доба од 8 до 14 година које не може да чита и пише                  | 259      |
| 97  | Женско становништво старосног доби од 8 до 14 година које не може да чита и пише                 | 214      |
| 98  | Становништво од 15 година и више које је неписмено                                               | 5853     |
| 99  | Мушко становништво од 15 година и више које је неписмено                                         | 2075     |
| 100 | Женско становништво од 15 година и више које је неписмено                                        | 3778     |
| 101 | Становништво старо 15 и више година без школовања                                                | 7415     |
| 102 | Мушко становништво старо 15 и више година без школовања                                          | 2874     |
| 103 | Женско становништво старо 15 и више година без школовања                                         | 4541     |
| 104 | Становништво старосног доба 15 и више година са непотпуним основним образовањем                  | 10564    |
| 105 | Мушко становништво старосног доба од 15 година и више са непотпуном основним образовањем         | 4527     |
| 106 | Женско становништво старосног доба 15 и више година са непотпуном основним образовањем           | 6037     |
| 107 | Становништво старо 15 и више година са комплетним основним образовањем                           | 17804    |
| 108 | Мушко становништво старо 15 година и више са комплетним основним образовањем                     | 7897     |
| 109 | Женско становништво старо 15 и више година са комплетним основним образовањем                    | 9907     |
| 110 | Становништво старосног доба 15 и више година са непотпуним средњим образовањем                   | 6566     |
| 111 | Мушко становништво старосног доба од 15 година и више са непотпуним средњим образовањем          | 3517     |
| 112 | Женско становништво старосног доба од 15 година и више са непотпуним средњим образовањем         | 3049     |
| 113 | Становништво старо 15 и више година са пуним секундарном образовањем                             | 36717    |
| 114 | Мушко становништво старосног доба од 15 година и више са пуним секундарном образовањем           | 17801    |
| 115 | Женско становништво старосног доба од 15 година и више са пуним секундарном образовањем          | 18916    |
| 116 | Становништво старије од 18 година са постосновним образовањем                                    | 58472    |
| 117 | Мушко становништво старије од 18 година са постосновним образовањем                              | 28230    |
| 118 | Женско становништво старије од 18 година са постосновним образовањем                             | 30242    |
| 119 | Просечна оцена школовања                                                                         | 9.61     |
| 120 | Просечан ниво образовања мушке популације                                                        | 9.83     |
| 121 | Просечан ниво образовања женског становништва                                                    | 9.43     |
| 122 | Економски активно становништво                                                                   | 88923    |
| 123 | Економски активна мушка популација                                                               | 53877    |
| 124 | Економски активна женска популација                                                              | 35046    |
| 125 | Становништво које није економски активно                                                         | 63729    |
| 126 | Мушко становништво које није економски активно                                                   | 18153    |
| 127 | Женско становништво које није економски активно                                                  | 45576    |
| 128 | Запослено становништво                                                                           | 84778    |
| 129 | Запослено мушко становништво                                                                     | 50900    |
| 130 | Запослено женско становништво                                                                    | 33878    |
| 131 | Незапослена популација                                                                           | 4145     |
| 132 | Незапослена мушка популација                                                                     | 2977     |
| 133 | Незапослена женска популација                                                                    | 1168     |
| 134 | Становништво без права на здравствене услуге                                                     | 67888    |
| 135 | Становништво које има право на здравствене услуге                                                | 127136   |
| 136 | Становништво које има право на ИМСС                                                              | 85929    |
| 137 | Становништво које има право на социјално осигурање                                               | 9813     |
| 138 | Становништво које има право на државно социјално осигурање                                       | 423      |
| 139 | Становништво које има право на опште осигурање или здравствено осигурање за нову генерацију      | 27581    |
| 140 | Становништво које је било једном или није било у браку током 12 година и више                    | 53344    |
| 141 | Венчано или уједињено становништво од 12 година и више                                           | 82521    |
| 142 | Становништво које је било у браку или уједињено 12 година и више                                 | 17101    |
| 143 | Становништво са католичком религијом                                                             | 154124   |
| 144 | Протестанти, еванђелисти и библијски следбеници различити од еванђелиста                         | 26068    |
| 145 | Становништво са другим религијама различитим од претходних                                       | 403      |
| 146 | Становништво без религије                                                                        | 12451    |
| 147 | Укупно пописаних домаћинства                                                                     | 51885    |
| 148 | Пописна домаћинства на челу са мушкарцима                                                        | 37700    |
| 149 | Пописна домаћинства на челу са женама                                                            | 14185    |
| 150 | Становништво у пописним домаћинствима                                                            | 195208   |
| 151 | Становништво у пописним домаћинствима на челу са мушкарцима                                      | 148364   |
| 152 | Становништво у пописним домаћинствима на челу са женама                                          | 46844    |
| 153 | Укупно домаћинстава                                                                              | 64828    |
| 154 | Укупно насељених домаћинстава                                                                    | 52414    |
| 155 | Укупно приватних кућа                                                                            | 64299    |
| 156 | Насељени приватни домови                                                                         | 51885    |
| 157 | Укупно насељених приватних кућа                                                                  | 52403    |
| 158 | Ненасељене приватне куће                                                                         | 7562     |
| 159 | Појединачна домаћинства за привремену употребу                                                   | 4852     |
| 160 | Становници у насељеним приватним кућама                                                          | 195208   |
| 161 | Насељеност станара у приватним становима                                                         | 3.76     |
| 162 | Просечно становника по соби у приватним насељеним домаћинствима                                  | 0.96     |
| 163 | Појединачна домаћинства са подовима од различитих материјала од земље                            | 49871    |
| 164 | Појединачна домаћинства у приземљу                                                               | 1721     |
| 165 | Појединачна домаћинства са једном спаваћом собом                                                 | 15518    |
| 166 | Појединачна домаћинства са две спаваће собе и више                                               | 36174    |
| 167 | Појединачна домаћинства са једним собом                                                          | 3878     |
| 168 | Појединачна домаћинства са две собе                                                              | 6834     |
| 169 | Појединачна домаћинства са 3 собе и више                                                         | 40923    |
| 170 | Појединачна домаћинства која имају електрично светло                                             | 51544    |
| 171 | Појединачна домаћинства која немају електрично светло                                            | 169      |
| 172 | Појединачна домаћинства која имају водоводну воду у стамбеном простору                           | 48690    |
| 173 | Појединачна домаћинства која немају водоводну воду у стамбеном простору                          | 2947     |
| 174 | Појединачна домаћинства која имају тоалет                                                        | 51204    |
| 175 | Појединачна домаћинства која имају канализацију                                                  | 51022    |
| 176 | Појединачна домаћинства која немају канализацију                                                 | 509      |
| 177 | Појединачна домаћинства која имају електрично светло, довод воде из јавне мреже и канализацију   | 48307    |
| 178 | Појединачна домаћинства без икаквих услова                                                       | 283      |
| 179 | Појединачна домаћинства која имају радио                                                         | 44080    |
| 180 | Појединачна домаћинства која имају телевизор                                                     | 50361    |
| 181 | Појединачна домаћинства која имају фрижидер                                                      | 47772    |
| 182 | Појединачна домаћинства која имају машину за веш                                                 | 36391    |
| 183 | Појединачна домаћинства која имају аутомобил или комби                                           | 24434    |
| 184 | Појединачна домаћинства која имају рачунар                                                       | 20170    |
| 185 | Појединачна домаћинства која имају фиксну телефонску линију                                      | 32246    |
| 186 | Појединачна домаћинства која имају мобилни телефон                                               | 38941    |
| 187 | Појединачна домаћинства која имају приступ интернету                                             | 16018    |